# Le Grand Continent
Il Grand Continent è una rivista online fondata nel 2019 dedicata alla geopolitica, alle questioni europee e giuridiche e al dibattito intellettuale e artistico con lo scopo di "costruire un dibattito strategico, politico e intellettuale su scala pertinente. 
La rivista, nata nell'aprile 2019, è pubblicata dal Groupe d’études géopolitiques, associazione indipendente fondata presso l'École normale supérieure nel 2017.
A partire dal 2021 il Grand Continent sarà integralmente pubblicato in cinque lingue diverse: francese, tedesco, spagnolo, italiano e polacco.
Gli articoli sono scritti da giovani ricercatori e universitari, ma anche da decisori politici, esperti e artisti: Carlo Ginzburg, Pamela Anderson, Henry Kissinger, Laurence Boone, Louise Glück, Pascal Lamy, Mireille Delmas-Marty, Toni Negri, Olga Tokarczuk, Thomas Piketty, Élisabeth Roudinesco, Mario Vargas Llosa hanno scritto per la rivista.
Il Grand Continent è anche all'origine di un ciclo di seminari settimanali presso l'École normale supérieure, nonché di un ciclo di conferenze trasmesse da Parigi in numerose città europee e divenuto in libro, Une certaine idée de l'Europe, pubblicato dall'editore Flammarion nel 2019.
Dopo l'inizio della pandemia di COVID-19 del 2020 in Europa, nel marzo 2020, il Groupe d’études géopolitiques ha pubblicato su il  Grand Continent un Osservatorio Geopolitico del COVID-19 con articoli di analisi o di fondo e la prima cartografia regolarmente aggiornata che presenta la diffusione della pandemia su scala regionale in Europa.
Gli articoli della rivista hanno ricevuto oltre 2,9 milioni di visualizzazioni (dato aggiornato al novembre 2020), con più di 600.000 visitatori unici nel marzo 2020, e sono stati ripresi in numerosi quotidiani (tra cui Le Monde, Corriere della Sera, El Watan, Financial Times, Asahi Shinbun) e media internazionali (France Inter, Rai, Al Jazeera).

## Pubblicazioni
- Patrick Boucheron, Antonio Negri, Thomas Piketty, Myriam Revault d'Allonnes e Elisabeth Roudinesco, Une certaine idée de l'Europe, Paris, Flammarion, 2019, ISBN 978-2-08-148022-3.